# Tmesisternus politus
Tmesisternus politus es una especie de escarabajo del género Tmesisternus, familia Cerambycidae. Fue descrita científicamente por Blanchard en 1853.
Habita en Australia, Papúa Nueva Guinea y Nueva Guinea Occidental. Esta especie mide 15-25 mm.